# الکساندر وارما
الکساندر وارما (استونیایی: Aleksander Warma؛ ۲۲ ژوئن ۱۸۹۰ –  ۲۳ دسامبر ۱۹۷۰) دیپلمات، افسر نیروی دریایی و نقاش اهل استونی بود.